# Bicheno (Tasmanie)
Pour les articles homonymes, voir Bicheno.
Bicheno est un village côtier situé sur la côte Est de l'île australienne de Tasmanie.

## Présentation
Le village de Bicheno fait partie de la circonscription tasmanienne de Lyons. Bicheno est membre du Conseil de Glamorgan Spring Bay.
Au recensement de la population de 2006, la population s'élevait à 640 habitants.
Bicheno doit son nom à l'officier britannique James Ebenezer Bicheno (1785-1851) qui fut secrétaire d’État aux colonies pour la Terre de Van Diemen et botaniste. Au début du XIXe siècle, le lieu était connu sous le nom de « Waub's Boat Harbour », un havre pour les baleiniers et les chasseurs de phoque. Avant l'arrivée des colons européens, le site de Bicheno était habité par des Aborigènes de langage paredarerme. Une tombe rend hommage à l'Aborigène native des lieux, Wauba Debar, décédée en 1832.
Entre 2007 et 2007, le maire de la collectivité de communes à laquelle appartient Bicheno fut le Français Bertrand Cadart, décédé en 2020 à l'âge de 71 ans. 
Ce village de pêcheurs compte une petite communauté française. Cette communauté française est active et organise régulièrement des festivités françaises auxquelles la population se joint. Elle maintient en outre le souvenir du navigateur français Nicolas Baudin qui fut le premier Européen à découvrir et reconnaître la côte orientale de la Tasmanie à laquelle il laissa une toponymie francophone (Cape Baudin, Cape Faure, Cape Forestier et Thouin Bay, connue de nos jours sous le nom de Wineglass Bay (Baie verre de vin)).